# 福特冰山麓
福特冰山麓（英語：Ford Ice Piedmont）是南極洲的冰山麓，位於伊利沙伯女皇地，處於杜費克山之北，屬於彭薩科拉山脈的一部分，以美國地質調查局的地質學家命名，現時由南極條約體系管理。